# Ecru
Ecru is de kleur van zijden en linnen stoffen in ongebleekte staat, die dus hun natuurlijke kleur hebben. Ecru komt van het Franse woord écru, dat letterlijk 'puur' of 'ongebleekt' betekent. Vroeger was het synoniem met de kleur beige, maar de betekenissen van de twee woorden zijn uit elkaar gegroeid. Ongebleekte zijde wordt zelf ook ecru genoemd.